# Lupoglav (Žepče, BiH)
Lupoglav je naselje u općini Žepče, Federacija BiH, BiH.

## Stanovništvo
Nacionalni sastav stanovništva 1991. godine, bio je sljedeći:
ukupno: 869
- Hrvati - 891
- Srbi - 1
- Jugoslaveni - 4
- ostali, neopredijeljeni i nepoznato - 3